# 蒋星煜
蒋星煜（1920年9月11日—2015年12月18日），筆名布谷、白甲，江苏溧陽人，他是中國古典戏曲研究家。

## 生平
1940年，蒋星煜從复旦大学会计系肄業。之後擔任中华教育电影厂编辑、中央通讯社记者。他經常在多家报刊上發表文章。
中华人民共和国成立初期，他任上海市军管会文艺处干事。不久到华东戏曲研究院工作，任编审室科员，参加编写《华东戏曲剧种介绍》。后来他
成為上海市文化局艺术处干部。1959年加入中国戏剧家协会上海分会。他于1960年12月至1964年4月参加辞海的戏曲部分词目的编写工作。文革后在上海艺术研究所从事专业研究。1978年参加《中国戏曲曲艺词典》的编写。1980年加入中國作家協會上海分會。从1984年10月起任华东师范大学中文系教授，1985年春应聘为辞海编委兼分科（戏曲）主编，同年6月应聘为山西师范大学戏曲文物研究所顾问，1987年任中国戏曲学会理事。

## 作品
他的作品有短篇历史小说《南包公海瑞》、《风送滕王阁》、《三挪砚》、《李世民与魏征》等。
其他作品有《中国戏曲史钩沉》、《中国戏曲史探微》、《中国戏曲史索隐》、《中国戏曲史拾遗》、《以戏代药》以及专著《〈西厢记〉考证》、《中国戏曲史拾遗》、《〈西厢记〉新考》、《〈西厢记〉罕见版本考》、《西厢记研究与欣赏》、《明刊本〈西厢记〉研究》、《〈西厢记〉的文献学研究》。他曾研究《桃花扇》，並就此寫了20余万字共30多篇的文章，這些內容汇编成《桃花扇研究与欣赏》。